# Frommia
Frommia là chi thực vật có hoa trong họ Apiaceae.